# Hiva Kamoise
Hiva Kamoise (17 gennaio 1992) è un calciatore francese nato a Tahiti, centrocampista del Tefana.

## Carriera
Con il Tefana ha giocato una partita nella OFC Champions League 2010-2011 e 6 nell'edizione successiva.